# Netta rufina

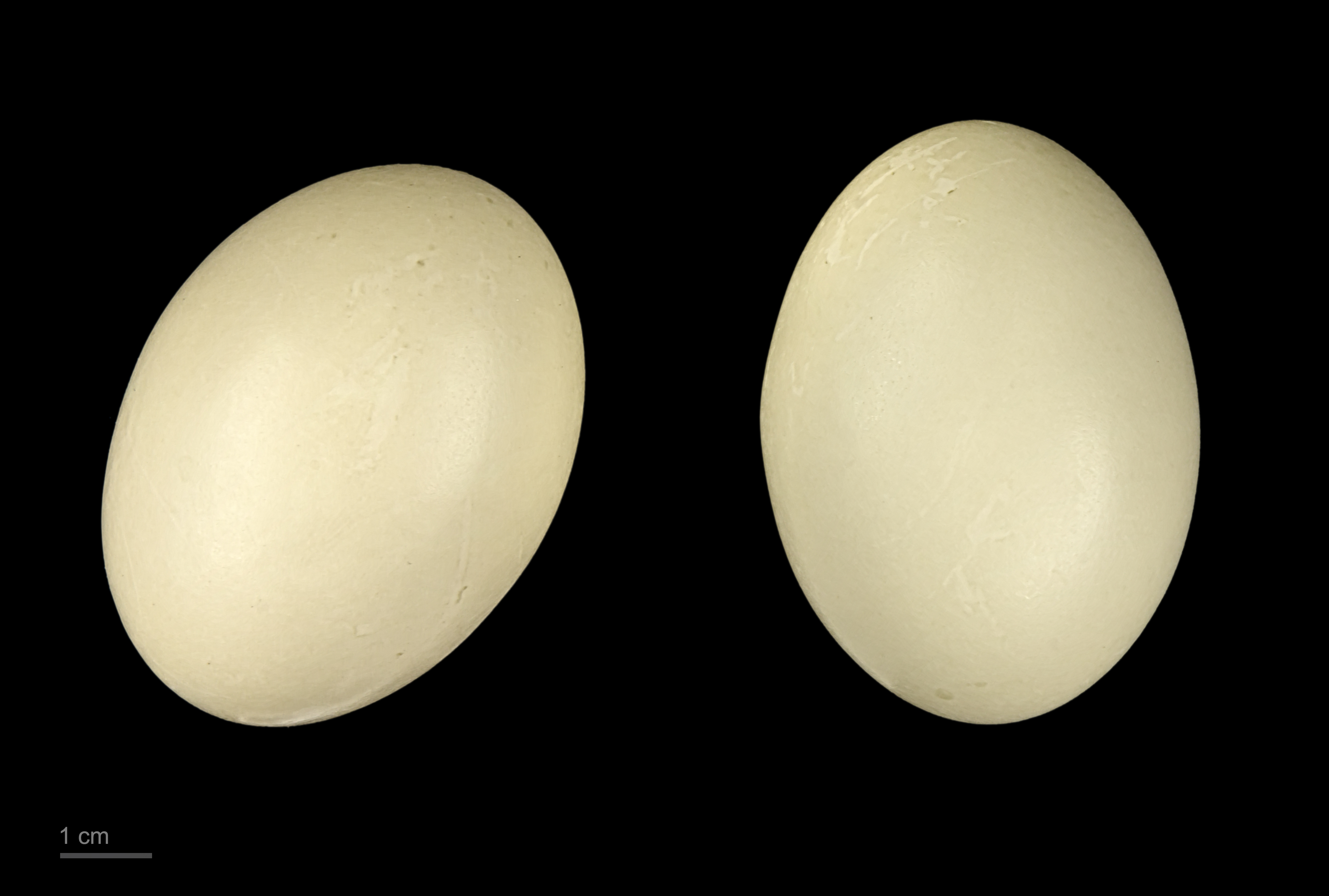
Netta rufina

Il fistione turco (Netta rufina, (Pallas, 1773)) è un uccello della famiglia delle Anatidae.

## Sistematica
Il fistione turco non ha sottospecie, è monotipico.

## Aspetti morfologici
Il maschio adulto è inconfondibile. Ha una testa arrotondata arancione, becco rosso e petto nero. I fianchi sono bianchi, il dorso bruno, e la coda nera. La femmina è quasi tutta bruno pallida, con un dorso più scuro e la sommità della testa e la faccia biancastri.

## Distribuzione e habitat
Oltre che in Turchia, è possibile trovarlo anche in Europa, Asia, ed Africa. In Italia nidifica nella Pianura Padana, in Sardegna, alla foce del Volturno, sempre nelle vicinanze dell'acqua.
Il loro habitat di nidificazione sono le paludi e i laghi di pianura in Europa meridionale e Asia meridionale e centrale. Sono piuttosto migratori, e gli uccelli settentrionali svernano più a sud e nel Nord Africa.

## Biologia

### Cibo e alimentazione
Questi uccelli si nutrono soprattutto immergendosi o stando in superficie. Mangiano piante acquatiche, e generalmente si nutrono stando più in superficie della maggior parte delle anatre tuffatrici.

### Riproduzione
I fistioni turchi costruiscono un nido in località lacustri tra la vegetazione e depongono 8-12 uova verde pallido.
La riproduzione in cattività è alquanto agevole e non presenta particolari difficoltà anche in presenza di altri anatidi. La femmina, che ha una colorazione più sobria rispetto al maschio, in aprile - maggio costruisce un nido che riveste con piumino che si strappa da sotto al ventre e vi depone da otto a dodici uova color bianco crema. Le cova per 26-28 giorni, lasciandole per pochi minuti al giorno per mangiare e bagnarsi il piumaggio. I pulcini, vitali come quelli delle altre anatre, somigliano molto a quelli del germano reale ma  con una colorazione leggermente più fulva. Vengono covati e protetti per circa una trentina di giorni. I sessi dei giovani cominciano a differenziarsi solo ad autunno inoltrato. In pieno inverno i maschi, giovani ed adulti in buona salute presentano già la livrea nuziale.

### Spostamenti
Questi sono uccelli gregari, che formano grandi stormi in inverno, spesso misti ad altre anatre tuffatrici, come i moriglioni.

## Status e conservazione
Lo stato di conservazione del fistione turco nelle isole britanniche è abbastanza confuso a causa del fatto che nel corso degli anni ci sono state molte fughe e rilasci deliberati, così come presenze di visitatori naturali dal continente. Comunque, è più probabile che siano esemplari fuggiti che ora si sono riprodotti in natura ed hanno formato una popolazione selvatica di successo. Sono più numerosi nelle aree intorno all'Inghilterra, tra cui il Gloucestershire, l'Oxfordshire e il Northamptonshire. Uccelli selvatici ritornano occasionalmente in luoghi come la riserva di Abberton Reservoir, nell'Essex.
Il fistione turco è una delle specie protette dall'Agreement on the Conservation of African-Eurasian Migratory Waterbirds (AEWA).

## Galleria d'immagini

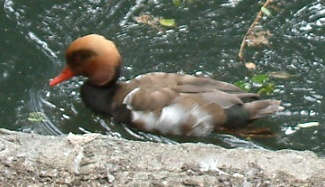
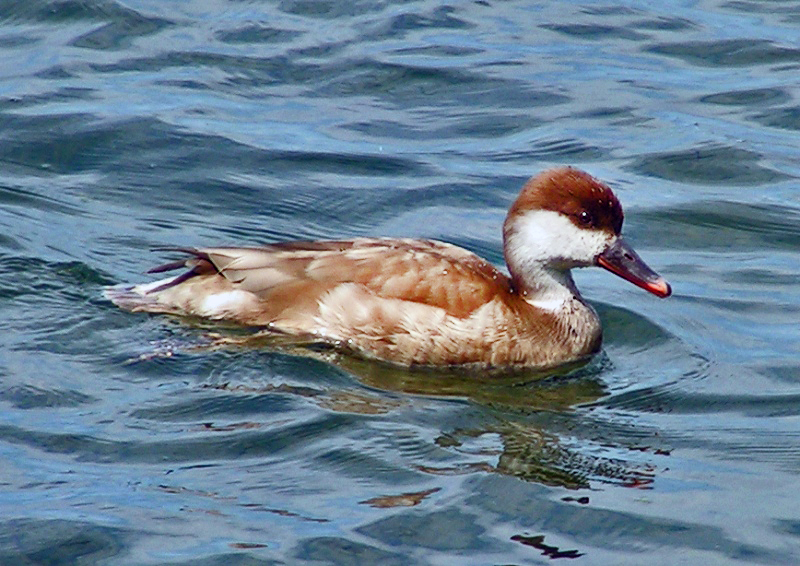
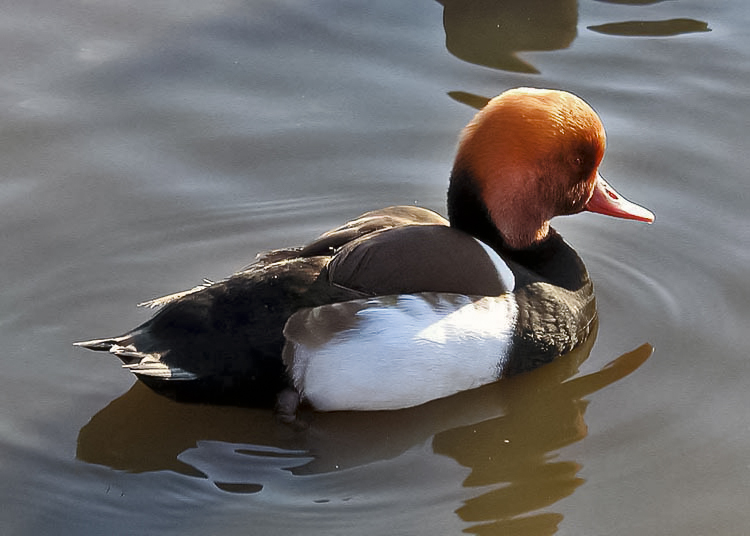
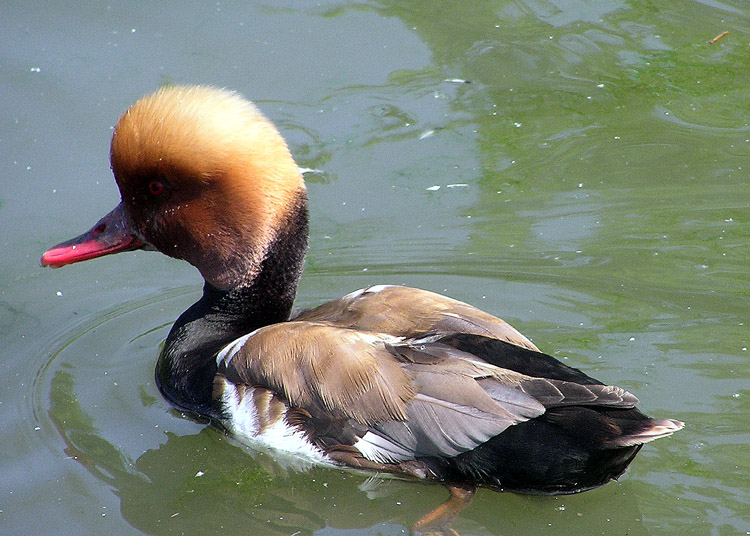